# WW Весов
WW Весов (лат. WW Librae) — одиночная переменная звезда в созвездии Весов на расстоянии (вычисленном из значения параллакса) приблизительно 12179 световых лет (около 3734 парсеков) от Солнца. Видимая звёздная величина звезды — от +13m до +11,5m.

## Характеристики
WW Весов — красная углеродная пульсирующая полуправильная переменная звезда типа SRA (SRA) спектрального класса C.